# Drôle de réveil !
Drôle de réveil ! (initialement Drôle de Morning ! jusqu'en 2008) était une émission de télévision française musicale de télé-tirelire diffusée en direct sur M6 du 18 juin 2007 au 21 août 2009 et présentée par Amélie Bitoun et Jérôme Anthony.

## Diffusion
L'émission était diffusée le lundi, mardi, jeudi et vendredi entre 7 h 45 et 9 h 5 en direct.
Drôle de Morning ! est devenue Drôle de réveil ! à partir du 6 juin 2008.

## Principe
Drôle de réveil ! était un jeu musical permettant de gagner de fortes sommes d'argent. 
C'était également une émission people qui propose des interviews de stars, des exclusivités, des dossiers et des clips.

## Déroulement du jeu
Le téléspectateur était invité, pendant toute la durée du programme, à appeler un numéro de téléphone, le 3 626, ou à envoyer un SMS, le mot DRÔLE au 72 200, afin d'être sélectionné pour passer à l'antenne et tenter de gagner de fortes sommes d'argent.
Il y avait en général 3 questions par émission.
La somme jackpot (la plus élevée) se situait la plupart du temps lors de la 3e question.

### Le chiffre mystère
Lorsque le téléspectateur composait le numéro de l'émission ou envoyait un SMS, il lui était demandé de trouver le « chiffre mystère » compris entre 1 et 5. 
Ce numéro était demandé à chaque coup de téléphone et restait inchangé pendant toute la durée de l'énigme. 
Cependant, il était différent à chaque énigme de l'émission (il pouvait néanmoins éventuellement rester le même pendant 2 questions successives ou non).
En le découvrant, le téléspectateur faisait immédiatement partie de la liste des potentiels gagnants. S'il ne le découvrait pas, il peut retenter sa chance.
Ce numéro était parfois dévoilé par les présentateurs et était indispensable pour pouvoir participer au tirage au sort final.
Si le téléspectateur était ensuite tiré au sort par l'ordinateur, il passait ainsi à l'antenne pour tenter de remporter de l'argent.

### La question
Le téléspectateur sélectionné devait répondre à une énigme assez facile.
Cela peut être de retrouver le nom d'un artiste de la chanson, du cinéma, etc. dont quelques lettres ont été enlevées ou chamboulées, avec des indices, le plus souvent sonores.
Parfois, cela pouvait être également une question à deux possibilités.
Généralement, les deux premières questions permettetaient de remporter entre 600 € et 1 000 €.
La troisième permettait de remporter une somme entre 5 000 € et 10 000 €.
Le dernier candidat de l'émission à avoir gagné de l'argent le 21 août 2009 est Victor, de Nîmes, âgé de 23 ans et qui en 3 appels a remporté la somme de 10 000 €.

## Émission musicale et people
En plus du jeu d'argent, l'émission proposait une succession de clips, de reportages, de revues de presse et d'enquêtes sur les stars.
Il y avait également des clips gold qui sont diffusés dans la rubrique « Drôle de gold ».
On pouvait également retrouver la rubrique « Drôle de pub ».
À la fin de l'émission, on pouvait découvrir « Les micro-trottoirs de Dan Bolender ».

## Présentation
L'émission était présentée au départ par Jérôme Anthony et Zuméo avant que de dernier ne soit remplacé par Amélie Bitoun.
Ariane Brodier a assuré le remplacement de Zuméo pendant une période et Candice Nechitch le remplacement de Jérôme Anthony.
Marie Inbona a présenté la dernière émission aux côtés de Jérôme Anthony le 21 août 2009.

## Arrêt
La dernière émission de Drôle de réveil ! a été diffusée le 21 août 2009. Le programme est victime de la suppression des émissions de télé-tirelire sur M6.
À partir du 24 août 2009, l'émission est remplacée par Absolument Stars dont la première partie est diffusée en direct de 7 h 45 à 9 h 35.